# Олейникова, Елена Анатольевна
Еле́на Анато́льевна Оле́йникова (род. 9 декабря 1976, Зерноград, Ростовская область) — российская легкоатлетка, специалистка по тройному прыжку. Выступала за сборную России по лёгкой атлетике в 2001—2007 годах, обладательница бронзовых медалей чемпионатов Европы, чемпионка и призёрка первенств национального значения, участница ряда крупных международных турниров. Представляла Москву. Мастер спорта России международного класса.

## Биография
Елена Олейникова родилась 9 декабря 1976 года в городе Зернограде Ростовской области. Впоследствии переехала на постоянное жительство в Москву.
Занималась лёгкой атлетикой под руководством тренеров В. Сущего и В. В. Плеханова. Окончила Московский педагогический государственный университет. Состояла в спортивном клубе «Луч» (Москва) и МГФСО.
Впервые заявила о себе в тройном прыжке на взрослом всероссийском уровне в сезоне 2001 года, выиграв серебряную медаль на чемпионате России в Туле. Попав в основной состав российской национальной сборной, выступила на чемпионате мира в Эдмонтоне — показала здесь результат 13,95 метра, не сумев преодолеть предварительный квалификационный этап. Будучи студенткой, представляла страну на Универсиаде в Пекине, откуда привезла награду бронзового достоинства. Также в этом сезоне отметилась выступлением на Играх доброй воли в Брисбене, где в той же дисциплине стала пятой.
В 2002 году взяла бронзу на зимнем чемпионате России в Волгограде, после чего завоевала бронзовую медаль на чемпионате Европы в помещении в Вене. На летних чемпионате России в Чебоксарах и чемпионате Европы в Мюнхене тоже стала бронзовой призёркой. Помимо этого, была шестой на Кубке мира в Мадриде, в то время как на соревнованиях в Праге установила свой личный рекорд в тройном прыжке — 14,83 метра.
На чемпионате России 2003 года в Туле показала второй результат, на последовавшем чемпионате мира в Париже заняла 14-е место.
В 2004 году одержала победу на зимнем чемпионате России в Москве, участвовала в чемпионате мира в помещении в Будапеште — провалила здесь все три попытки и не показала никакого результата.
В 2005 году выиграла серебряную медаль на зимнем чемпионате России в Волгограде, с результатом 14,07 метра стала седьмой на чемпионате Европы в помещении в Мадриде.
На чемпионате России 2006 года в Туле добавила в послужной список ещё одну награду серебряного достоинства, выигранную в тройном прыжке.
В 2007 году на зимнем чемпионате России в Волгограде получила бронзу.
За выдающиеся спортивные результаты удостоена почётного звания «Мастер спорта России международного класса».